# Alba (Piemont)
Alba és un municipi italià, situat a la regió del Piemont i a la província de Cuneo. L'any 2006 tenia 30.083 habitants. En aquesta ciutat Pietro Ferrero va muntar, l'any 1946, l'empresa Ferrero S.P.A, que s'ha convertit en una multinacional dels dolços. La fira més important de la ciutat és la Fiera del Tartufo, dedicada a la tòfona blanca. La ciutat d'Alba està agermanada amb Sant Cugat del Vallès.

## Història
Alba Pompeia (grec antic: Ἄλβα Πομπηΐα) va ser una ciutat de Ligúria, a la riba del riu Tanarus, prop dels Apenins. El seu nom inicial degué ser Alba, però no se'n coneix l'origen. Possiblement va prendre el nom de Pompeia per Gneu Pompeu Estrabó, el pare de Gneu Pompeu, que va donar molts privilegis als gals cisalpins. Tenia rang de municipi romà, segons Plini el Vell. Va ser el lloc de naixement de l'emperador Pertinax, ja que el seu pare tenia a la ciutat una vil·la anomenada Martis. Plini també diu que al seu territori s'hi donava molt bé la vinya.

## Fills il·lustres
- Michelangelo Abbado 1900 - 1979, músic.